# Alcyone (navio)

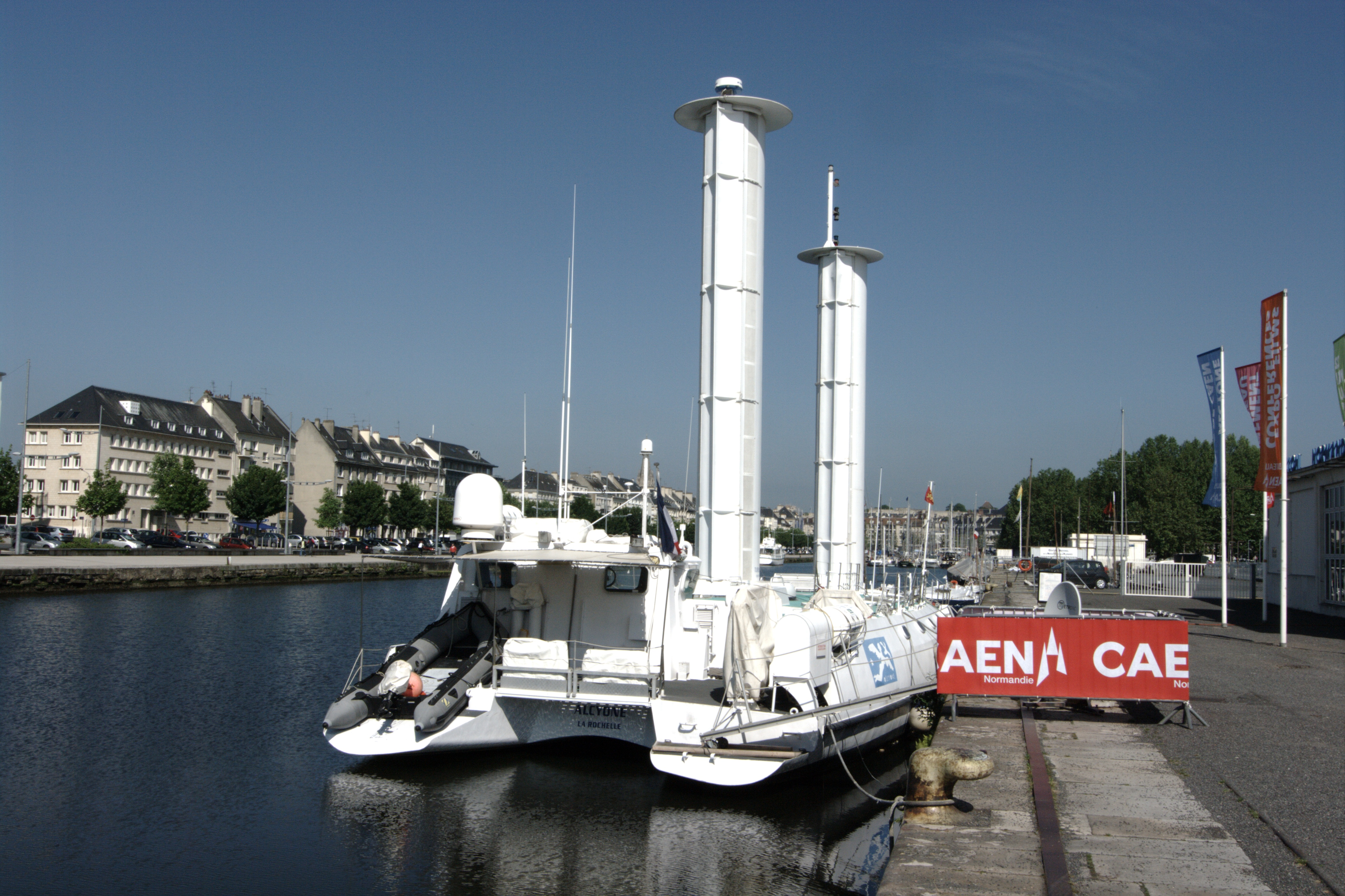
O navio a turbovela Alcyone (2009).

O Alcyone é um navio francês, construído para o comandante Jacques-Yves Cousteau,  projetado para receber uma outra inovadora tecnologia (também de sua autoria) de propulsão a turbovela, as torres de vento.
A embarcação recebeu esse nome em homenagem a Alcíone, personagem da mitologia grega, filha de Éolo, deus dos ventos.
O barco tem 31 m de comprimento e 9 m de boca.